# Diplococo

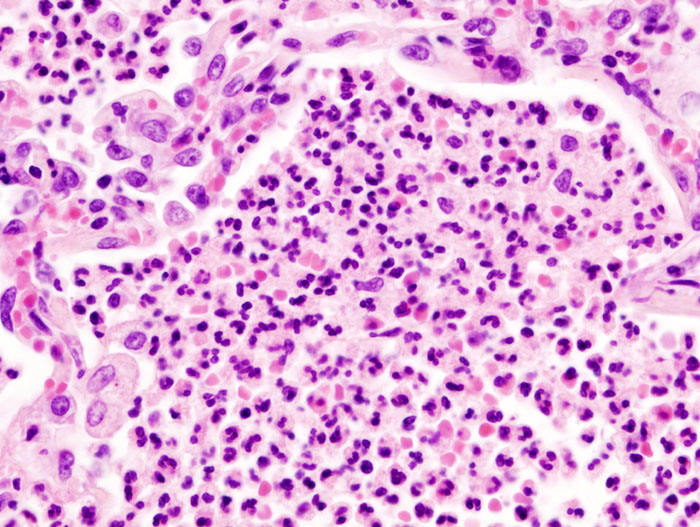
A bactéria da pneumonia era conhecida como diplococcus e agora como streptococcus

Os Diplococos ou Diplococcus que se apresentam como duas células associadas geralmente esféricas, quando se apresentam em mais agrupamentos são chamados de streptococcus. Dentre as doenças causadas por diplococos estão a meningite, pneumonia, conjuntivite, endocardite, bacteremia, otite média, gonorreia e septicemia. Não é mais usado como um gênero. São muito comuns, podem ser saprófitas ou parasitas, aeróbios ou anaeróbios.
A presença de cápsula dificulta a fagocitose desse microrganismo pelo sistema imunológico. Possui polisacarídeos que causam a repulsão das células fagociticas e do sistema de complemento, dificultando mais ainda a fagocitose. Produzem indol para proteger outras bactérias.